# Enoplocerus armillatus
Enoplocerus armillatus (denominado popularmente, em inglêsː giant imperious sawyer; em espanholː escarabajo de cuernos largos (COL); embora não seja um verdadeiro Scarabaeoidea) é um inseto da ordem Coleoptera e da família Cerambycidae, subfamília Prioninae; um besouro cujo habitat são as florestas tropicais e subtropicais da região neotropical; desde o Panamá, na América Central, e norte da América do Sul, na Colômbia, Equador, Venezuela e Guianas, até o Brasil, incluindo a região amazônica, Peru, Bolívia, Paraguai e norte da Argentina. A espécie fora descrita em 1767, por Carolus Linnaeus, com a denominação Cerambyx armillatus; sendo a única espécie do gênero Enoplocerus (táxon monotípico), criado por Audinet-Serville, como um subgênero de Callipogon, em 1832. O significado da palavra usada em seu descritor específico (armillatus), em latim, quer dizer "ornamentado com bracelete"; muito provavelmente numa alusão à forma de seu protórax.

## Descrição
Machos e fêmeas dessa espécie apresentam dimorfismo sexual aparente, com suas fêmeas dotadas de abdômen alongado e menos robustas em comparação com os machos; ambos os sexos podendo atingir entre 7 e 12 centímetros de comprimento, em sua maior dimensão; com élitros castanho-avermelhados, antenas e pernas de coloração negra, as anteriores mais alongadas; dotados de oito espinhos característicos em seu protórax também enegrecido, quatro de cada lado.

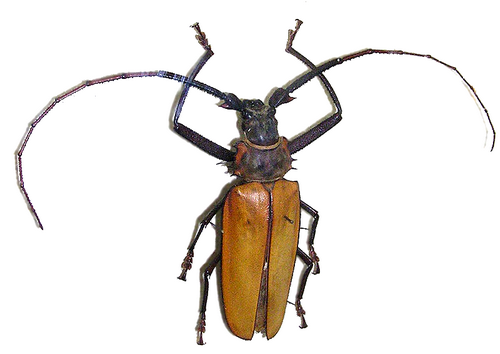
Fotografia de um espécime de E. armillatus (Museu de Zoologia de São Petersburgo, Rússia).

## Biologia
As larvas de quase todas as espécies de Cerambycidae da subfamília Prioninae desenvolvem-se em troncos cortados ou já secos, por isso os seus representantes não têm tanta importância econômica para as plantas cultivadas e, no caso desta espécie, podem desenvolver-se dentro de plantas de cajueiros (Anacardium occidentale) recém-mortos ou em estado avançado de decomposição, não se recomendando medidas para a destruição de suas larvas; estas podendo atingir entre 8 ou 9 centímetros de comprimento. São besouros diurnos e frugívoros, também podendo ser atraídos por exsudatos de árvores ou sendo atraídos pela luz e capturados em armadilhas luminosas durante a noite.

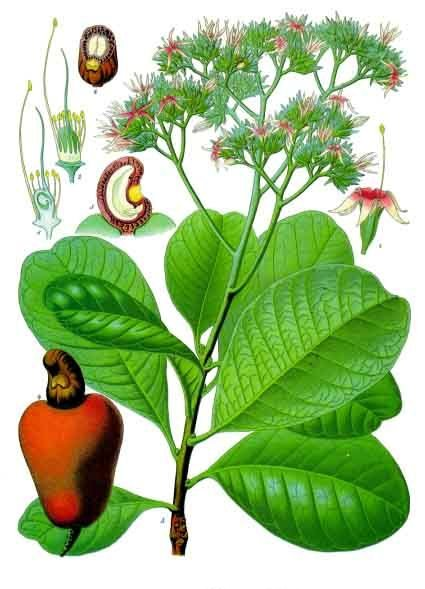
Ilustração de um cajueiro (Anacardium occidentale), uma das plantas-alimento das larvas de E. armillatus; que escolhe apenas árvores recém-mortas ou em estado avançado de decomposição.